# Santa Rosa de Yacuma
Santa Rosa de Yacuma (kurz auch: Santa Rosa) ist eine Landstadt im Departamento Beni im Tiefland des südamerikanischen Anden-Staates Bolivien.

## Lage im Nahraum
Santa Rosa ist zentraler Ort des Municipio Santa Rosa in der Provinz Ballivián. Die Stadt liegt auf einer Höhe von 169 m am linken Ufer des Río Yacuma. Nächstgelegene größere Stadt ist Rurrenabaque, die knapp einhundert Kilometer südwestlich von Santa Rosa liegt. Santa Rosa ist von mehreren runden Süßwasserseen umgeben. Westlich der Stadt liegt die Laguna de Bravo, von sieben Kilometern Länge und vier Kilometern Breite, an dem ein Badestrand existiert. Zwanzig Kilometer nordwestlich der Stadt befindet sich der 155 km² große Rogagua-See, ein beliebtes Ausflugsziel für Touristen der Region. Knapp 10 Kilometer nördlich liegt die Laguna Colorada.

## Geographie
Santa Rosa liegt im bolivianischen Teil des Amazonasbeckens östlich der Gebirgsketten des Landes in einem ganzjährig humiden Klima.
Die Jahresdurchschnittstemperatur der Region liegt bei 26 °C (siehe Klimadiagramm Rurrenabaque) und schwankt nur unwesentlich zwischen 23 °C im Juni und Juli und gut 27 °C von Oktober bis Dezember. Der Jahresniederschlag beträgt knapp 2000 mm, mit einer ausgeprägten Regenzeit von Dezember bis März mit 200 bis 300 mm Monatsniederschlag und niedrigsten Monatswerten knapp unter 100 mm von Juli bis September.

## Verkehrsnetz
Südöstlich von Santa Rosa de Yacuma und 477 Straßenkilometer entfernt liegt Trinidad, die Hauptstadt des Departamentos.
Von Trinidad aus führt die weitgehend unbefestigte Nationalstraße Ruta 3 in südwestlicher Richtung über San Ignacio de Moxos und San Borja nach Yucumo. Von dort aus führt die Ruta 8 über 99 Kilometer nach Nordwesten bis Rurrenabaque, von dort weiter in nordöstlicher Richtung noch einmal 97 Kilometer über Reyes nach Santa Rosa de Yacuma.
In ihrer Verlängerung erreicht die Straße nach weiteren 500 Kilometern im nordöstlichen Landesteil die Stadt Guayaramerín am Río Mamoré an der Grenze zu Brasilien.

## Bevölkerung
Die Einwohnerzahl der Ortschaft ist in den vergangenen beiden Jahrzehnten um etwa zwei Drittel angestiegen:
| Jahr | Einwohner | Quelle       |
| ---- | --------- | ------------ |
| 1992 | 3 150     | Volkszählung |
| 2001 | 4 319     | Volkszählung |
| 2012 | 4 727     | Volkszählung |
| 2024 |           | Volkszählung |